# رايدن شوغون
رايدن شوغون (الصينية: 雷电将军؛ بينيين: Léidiàn Jiāngjūn) هي شخصية من جينشين إمباكت وميم على الإنترنت يتكون من كائنين منفصلين، جسم الدمية "شوغون" ووعي آرتشون رايدن إي (الصينية: 雷电影؛ بينيين). : Léidiàn YƐng)، ويعمل كحاكم لإينازوما المستوحاة من اليابان، وهي إحدى مناطق تيفات في جينشين.
تم التعبير عن هذه الشخصية بواسطة آن ياتكو باللغة الإنجليزية، وبارك جي يون باللغة الكورية، وجو هواوا باللغة الصينية، وميوكي ساواشيرو باللغة اليابانية.

## تصميم الشخصيات
يقف حوالي 5 5 قدم (166 سم) طويل القامة،  رايدن شوغون هي امرأة ذات بشرة شاحبة وشعر أرجواني مزرق يشكل جديلة طويلة، وغرة فوق عينيها. يأخذ تصميم رايدن شوغون عناصر من الثقافة اليابانية ، وتحديدًا Raijin ، إله البرق الياباني، والذي لا ينعكس فقط في اسم الشخصية ولكن أيضًا في قدراتها. تتكون ملابسها من كيمونو أرجواني يشبه اليوكاتا ، ممسكًا بأوبي حول خصرها، بينما تظهر رموز ميتسودومو بشكل بارز في تصميمها.   ويشكل الكيمونو تنورة قصيرة بعد خصرها، مع جوارب طويلة أرجوانية تغطي ساقيها وفخذيها، بينما تمتد الأكمام السوداء إلى أصابعها. يوجد على الجانب الأيمن من رأسها عدة زهور بنفسجية زرقاء مع وجود مروحة فوق أذنها، في حين أن الزهور الإضافية والرباط مربوطة بساقها اليسرى وفخذها على التوالي.
ما يجعل الشخصية فريدة من نوعها هو أنها صُممت لتكون واحدة من الزعماء وأيضًا شخصية قابلة للعب.
تم إثارة الشخصية لأول مرة في الإصدار 2.0 مع تقديم إينازوما وتم إصدارها في يوليو 2021. وقد نالت الشخصية استحسان النقاد عند إطلاق سراحها.

## ظهور
الشخصية هي جزء من مهمة آرشون الرئيسية ويتم تقديمها على أنها بعل، حاكم آرشون لإينازوما. تم الكشف لاحقًا أن "بعل" الحقيقي، الاسم الحقيقي ماكوتو، قُتل قبل 500 عام، بينما تم الكشف عن أن "بعل" المزيف هو رايدن شوغون، وهو عبارة عن دمج شخصيتين منفصلتين، رايدن إي ودميتها الإلكترونية "شوغون".
عندما يتعلق الأمر بالنسخة القابلة للعب من الشخصية، تعمل هجمات رايدن على تعزيز الحلفاء القريبين عند استخدام مهارتها العنصرية "الخفيفة المؤذية"، والتي تتسبب في قدر كبير من ضرر العناصر الكهربائية للأعداء القريبين. إن انفجارها العنصري "الفن السري - موسو شينسيتسو" يمكّنها من إحداث قدر كبير من الضرر لفترة قصيرة.
تمتلك هذه الشخصية بطاقتها الخاصة للعبة بطاقة التداول "دعوة عبقرية" داخل اللعبة، والتي يمكنك الحصول عليها عند دعوتها إلى مباراة بطاقة ثم هزيمتها بنجاح. 

## ميم إنترنت
عند إطلاق سراحها، أنتجت الشخصية عددًا كبيرًا من الميمات على الإنترنت بسبب عدم قدرتها على الطهي، الأمر الذي انتشر على عدد كبير من منصات الوسائط في هذه العملية. تظهر بعض هذه الميمات خادمتها سارة كوجو على أنها "الزوجة" في علاقتهما تحاول التأكد من أن رايدن لم يتضور جوعًا.